# Pud

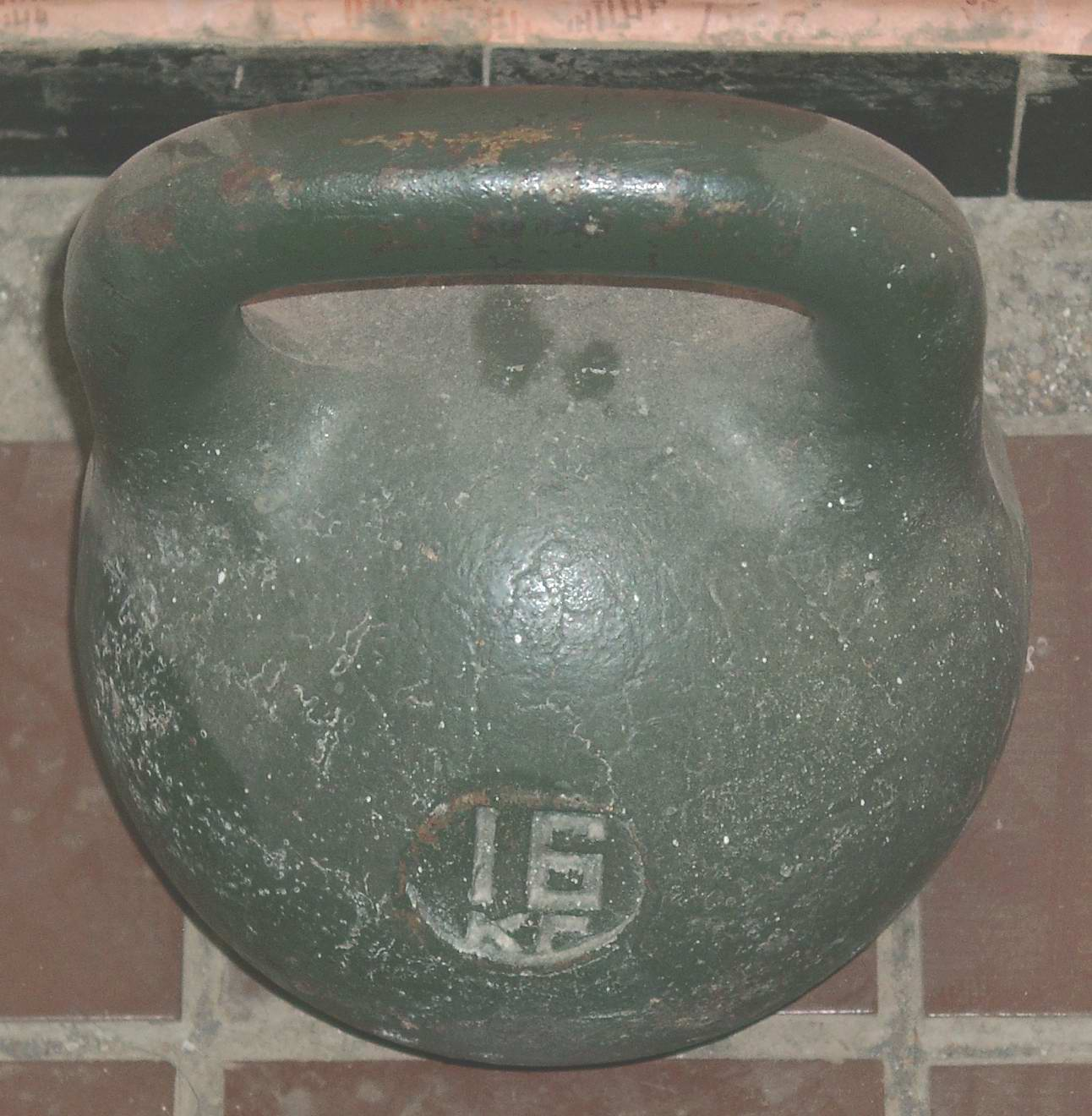
Una pesa rusa de 1 pud

El pud (en ruso: пуд) es una unidad de masa igual a 40 funt (фунт, libras rusas). Desde 1899 está estandarizado como 16,38 kilogramos. Es usada en Rusia, Bielorrusia y Ucrania. El pud es mencionado por primera vez en documentos del siglo XII. A diferencia de la palabra funt, introducida en el siglo XIV desde el alto alemán medieval, el término pud tiene un origen escandinavo a través del eslavo antiguo пудъ pud (escrito originalmente pǫdŭ). Se trata de la misma etimología del inglés pound, que se relaciona con el en latín: pondus "peso".
Junto con otras unidades de peso del antiguo Imperio ruso, su uso oficial fue abolido por la URSS en 1924. Siguió sin embargo siendo usado popularmente hasta al menos la década de 1940.  En su cuento de 1963 "La casa de Matriona", Aleksandr Solzhenitsyn muestra el uso del pud como habitual entre los campesinos soviéticos de la era de Jrushchov.
Su uso se ha preservado en el ruso moderno en casos concretos como por ejemplo en las categorías de pesos de deportes, siendo usado en los lotes tradicionales de pesas rusas, que suelen ir en múltiplos y fracciones de 16 kg (un pud redondeado a unidades métricas). Por ejemplo, una pesa de 24 kg es típicamente designada como un pud y medio (polutorapudovaya girya). Es también utilizado a veces para graneles de productos agrícolas, como grano o patatas.
Sigue usándose en expresiones populares. Un proverbio ruso dice: "conoces a un hombre cuándo has comido un pud de sal con él." (en ruso: Человека узнаешь, когда с ним пуд соли съешь) 
La expresión Сто пудов - "cien puds" es usado coloquialmente como "cantidad muy grande". En ruso moderno ha devenido así en un adverbio genérico para "mucho" y "muy", así como "seguramente" (con el adjetivo topudovy y el  adverbio topudovo).
También se usa en polaco como expresión (generalmente olvidando el significado estricto original): "nudy na pudy", frase polaca para "aburrimiento insoportable", que literalmente significa "puds de aburrimiento".